# Abigail Van Twisk
Abigail Anna (Abi) Van Twisk (Lambeth, 1 maart 1997) is een Britse wielrenster. Ze reed in 2019 en 2020 voor de wielerploeg Trek-Segafredo. Van 2016 tot en met 2018 reed ze voor het Britse Drops Cycling Team.
Van Twisk maakte in september 2020 bekend met zwangerschapsverlof te gaan. Begin 2021 beviel ze van een zoon.

## Ploegen
- 2016 –  Drops Cycling Team
- 2017 –  Drops Cycling Team
- 2018 –  Trek-Drops
- 2019 –  Trek-Segafredo
- 2020 –  Trek-Segafredo

Barnes · Boddy · Butler · Cameron · Coleman · Dickinson · Durrell · George · Massey · Osborne · Payton · Shaw · Simpson · Van Twisk · Womersley
Barnes · Christian · Coleman · Durrell · Duyck · Holden · Massey · Osborne · Park · Parkinson · Payton · Ritter · Shaw · Simpson · Van Twisk · Womersley · Zorzi
Buurman · Christian · Hammes · Holden · Lloyd · Park · Parkinson · Payton · Shaw · Simpson · Van Twisk · Weaver · Wiles
Batty · Cordon-Ragot · Deignan · Hanson · Lepistö · Longo Borghini · Neff · Noble · Paternoster · Plichta · Richards · Swartz · van Dijk · Van Twisk · Wiles · Winder · Worrack
Bäckstedt · Batty · Brand · Cordon-Ragot · Deignan · Hanson · Henttala · Longo Borghini · Paternoster · Plichta · Richards · Swartz · van Dijk · Van Twisk · Wiles · Winder · Worrack
Bäckstedt · Brand · Cordon-Ragot · Deignan · Dideriksen · Hanson · Hosking · Longo Borghini · Paternoster · van Anrooij · van Dijk · Van Twisk · Wiles · Winder · Worrack